# Atena Partenos

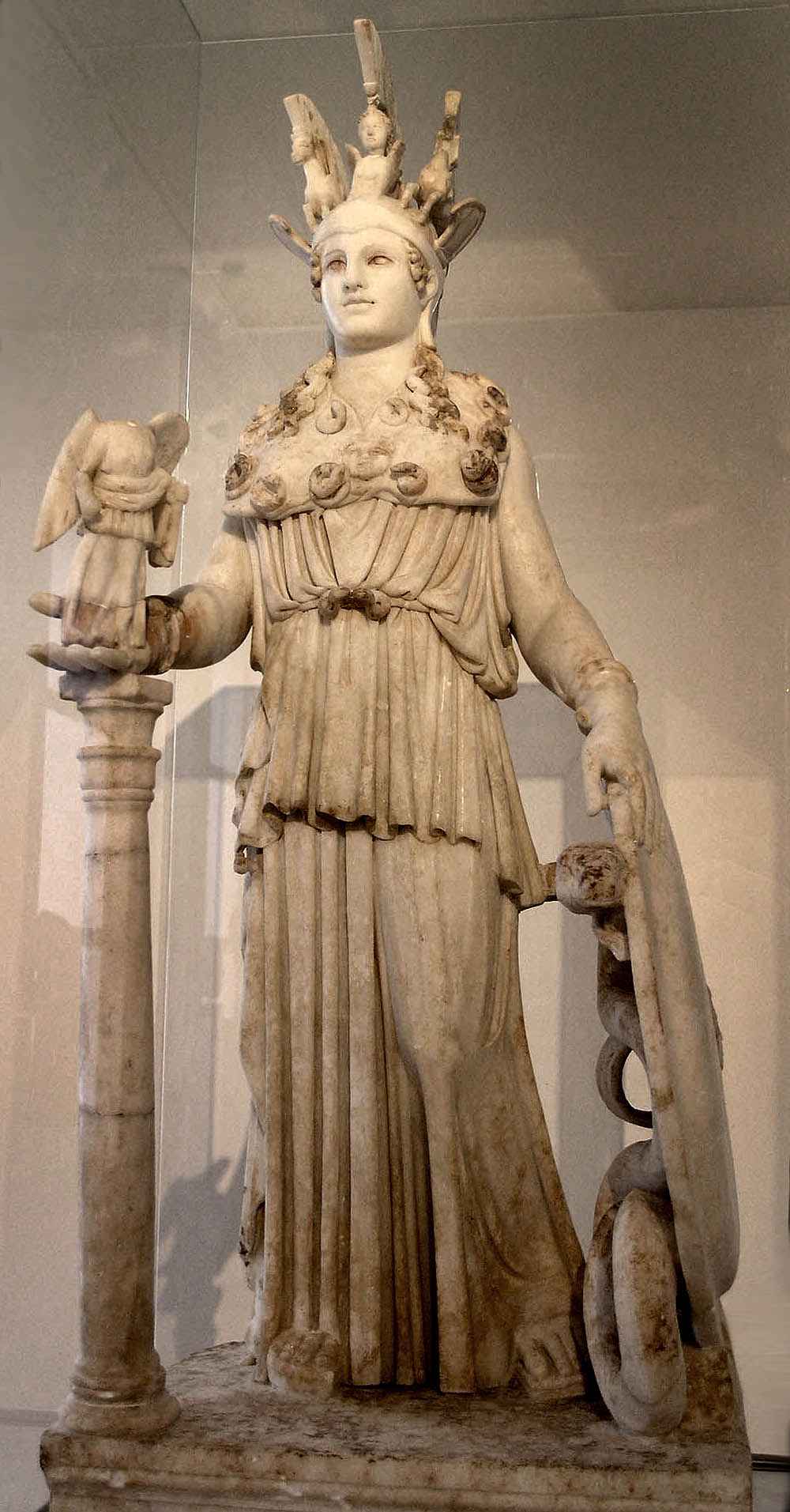
A Atena Varvakeion, cópia reduzida da Atena Partenos. Museu Arqueológico Nacional de Atenas

Atena Partenos (em grego: Ἀθηνᾶ Παρθένος; romaniz.: Athenas Parténos; lit. "Atena virgem") foi uma monumental estátua representando a deusa Atena criada pelo escultor grego Fídias para o Partenon de Atenas em meados do século V a.C. Com cerca de 12 metros de altura, e revestida de ouro e marfim, custou uma fortuna e anos de trabalho, mas foi imediatamente reconhecida como uma maravilha, garantindo a Fídias celebridade em toda a Grécia de seu tempo. Uma das obras fundadoras e capitais da tradição clássica na escultura grega, pelos séculos à frente a reputação da Atena Partenos se difundiu por todo o mundo ocidental, tornando-a uma das estátuas mais famosas da Antiguidade, continuando hoje a interessar à crítica, mas o monumento perdeu-se em data e circunstâncias desconhecidas. Sua imagem sobreviveu, no entanto, em relatos literários e em cópias reduzidas, em relevos, moedas e outros meios, que dão uma ideia geral do original.

## Descrição
Apesar de sua grande fama, restam surpreendentemente poucas descrições da Atena Partenos a partir de testemunho ocular e nenhuma é muito detalhada. Segundo os dados disponíveis, foi construída a partir de um núcleo de madeira reforçado com metal. Seus braços, pés e face foram cobertos de marfim, enquanto que o traje e armas foram revestidos de placas de bronze e, por cima, placas removíveis de ouro que pesavam no total em torno de 40 talentos (cerca de 1 tonelada), técnica conhecida como criselefantina. Na descrição de Pausânias, a deusa aparece de pé; em uma mão segura a imagem de Nice, deusa da Vitória, e com a outra empunha uma lança, ao lado da qual, junto ao chão, há um escudo e uma serpente que representa Erictônio, seu filho adotivo e o primeiro rei mítico de Atenas. Tem um elmo ricamente decorado, coroado por uma esfinge ladeada de grifos em relevo. Sua túnica chega-lhe aos pés e no peito está a égide com a face da Medusa, em marfim. No pedestal, um relevo narrava a história do nascimento de Pandora, cercada de deusas. Plínio, o Velho, disse que ela tinha 26 cúbitos de altura (cerca de 12 metros), que no escudo havia cenas mostrando a Gigantomaquia (pintada no interior) e a Amazonomaquia (em relevos no exterior), e que, sobre suas sandálias, estava gravada a Centauromaquia. Outros detalhes da estátua também podem ter sido pintados e seus olhos provavelmente eram feitos de pedra colorida. É possível que o pedestal, sobre cuja autoria ainda pairam algumas incertezas, também tenha sido revestido a ouro, mas as evidências não são claras.
A mão que se projetava à frente sustentando Nice pode ter sido apoiada por uma coluna ou outro elemento semelhante, como um tronco de árvore, mas as fontes literárias são contraditórias e, mesmo na iconografia, ela varia, aparecendo com e sem apoio. Moedas atenienses contemporâneas nunca mostram a mão apoiada, mas um suporte para uma estrutura enfraquecida pelos anos pode ter sido um acréscimo necessário em alguma data tardia. Parte da iconografia a mostra com a serpente sob sua mão direita, e não ao lado do escudo. Além disso, é um fato que, tecnicamente, devido à fragilidade do mármore, as cópias neste material muitas vezes requerem reforços que não constam nos originais. Suportes para braços, pernas e outros elementos projetados no espaço, na forma de troncos, rochas, vasos, colunas, figuras secundárias e outros, inexistentes nos originais em metal, aparecem regularmente em cópias em mármore na tradição escultórica grecorromana, a fim de dar mais estabilidade à estrutura e evitar que essas projeções se quebrem. Também muitos "copistas" foram bastante imaginativos em seu trabalho, afastando-se deliberadamente dos originais, mas mantendo alguns traços básicos que preservassem reconhecível a ligação com modelos prestigiados. Durante o período helenístico, quando há fartura de cópias da Partenos, se tornou moda recuperar arcaísmos em formulações novas e ecléticas, prática considerada um sinal de erudição. Cópias de cópias em gerações sucessivas podem chegar a resultados muito discrepantes, como parece ser o caso da descendência formal da Atena Partenos.

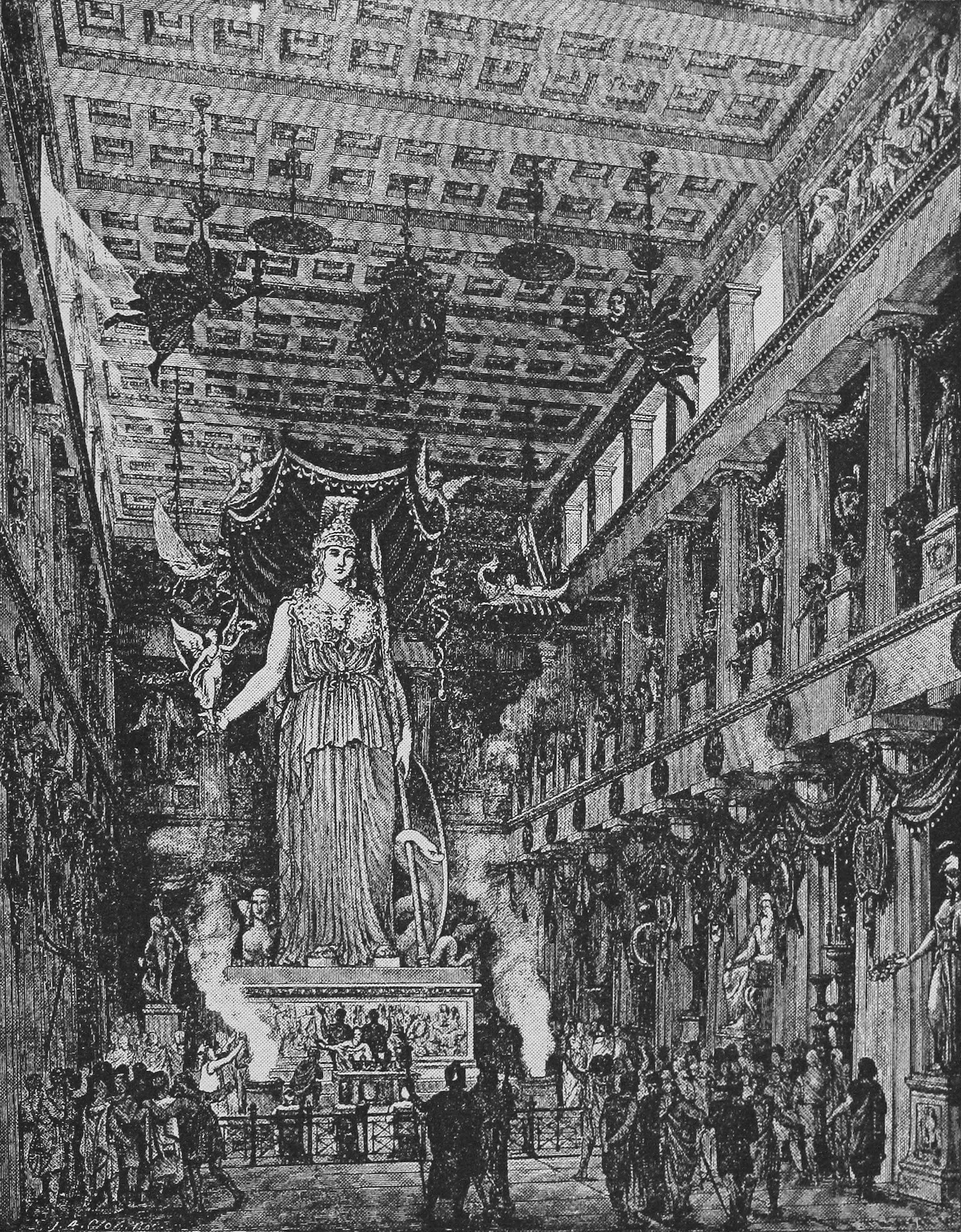
Reconstituição de George Long da sua presença no Partenon, 1900

Sua complexa iconografia acessória, inscrita em seu escudo, sandálias e frisos do pedestal, fundou novos modos narrativos na tradição da escultura grega, estava, pelo simbolismo e pelo estilo, integrada ao programa decorativo de todo o Partenon, tem sido interpretada de várias maneiras e dado margem a considerável controvérsia, mas, em linhas gerais, parece reforçar o caráter militar da deusa, bem como destaca seu papel na proteção e na cultura da cidade. Todas as batalhas representadas falam da vitória das forças da ordem e da civilização sobre a barbárie e o caos. Nas palavras de C. J. Herington, "a Atena Partenos é uma escultura tão carregada de significado que um estudo completo de todos os motivos que estão por trás dela não deixaria de penetrar em nenhuma das atividades da Atenas do século V".
Devido à baixa qualidade das cópias sobreviventes, todas em tamanho reduzido e em geral rústicas e fragmentárias, e também devido à significativa inconsistência entre elas, a análise estilística detalhada da Atena Partenos original é impossível, embora tenha sido tentada muitas vezes. Mas seguramente seguiu os cânones gerais do período clássico, cânones que a Partenos, aliás, ajudou a fundar e consagrar, tipificados em uma combinação única de naturalismo e idealismo na representação do corpo, na escassa expressão emocional, e na atmosfera formal de racionalidade, equilíbrio e harmonia, características que transmitiam um efeito de monumentalidade, transcendência, autoridade, atemporalidade, e de pujança contida no perfeito balanço de forças opostas, sublimando a forma humana e depurando-a de toda irregularidade pessoal e transitória na busca de capturar um reflexo da essência incorruptível comum a todos os homens. Ao mesmo tempo, fazia desta forma arquetípica um projeto de homem completo que também servisse para todos, a ser aproximado na terra através do autoaperfeiçoamento disciplinado, sábio e harmonioso. Essas características estavam associadas a uma constelação de valores éticos há séculos profundamente arraigados na sociedade grega e considerados essenciais à felicidade geral. Neste contexto, o papel principal do artesão era criar obras úteis à sociedade, que promovessem o bem comum e consagrassem esses valores coletivos. As origens formais deste novo estilo estão na arte dos escultores severos, a geração que precedeu a de Fídias, que desenvolveram um novo senso de naturalismo na representação da forma humana a partir de um modelo bastante esquemático e ritualístico prevalente no período arcaico. Não se conhecem, se houve, as fontes específicas de inspiração de Fídias para modelar a Atena Partenos, mas, por outro lado, recolhendo elementos antes dispersos, nela se cristalizou uma tipologia nova para a representação da deusa, que se tornou paradigmática ao longo de várias gerações seguintes.

## Função

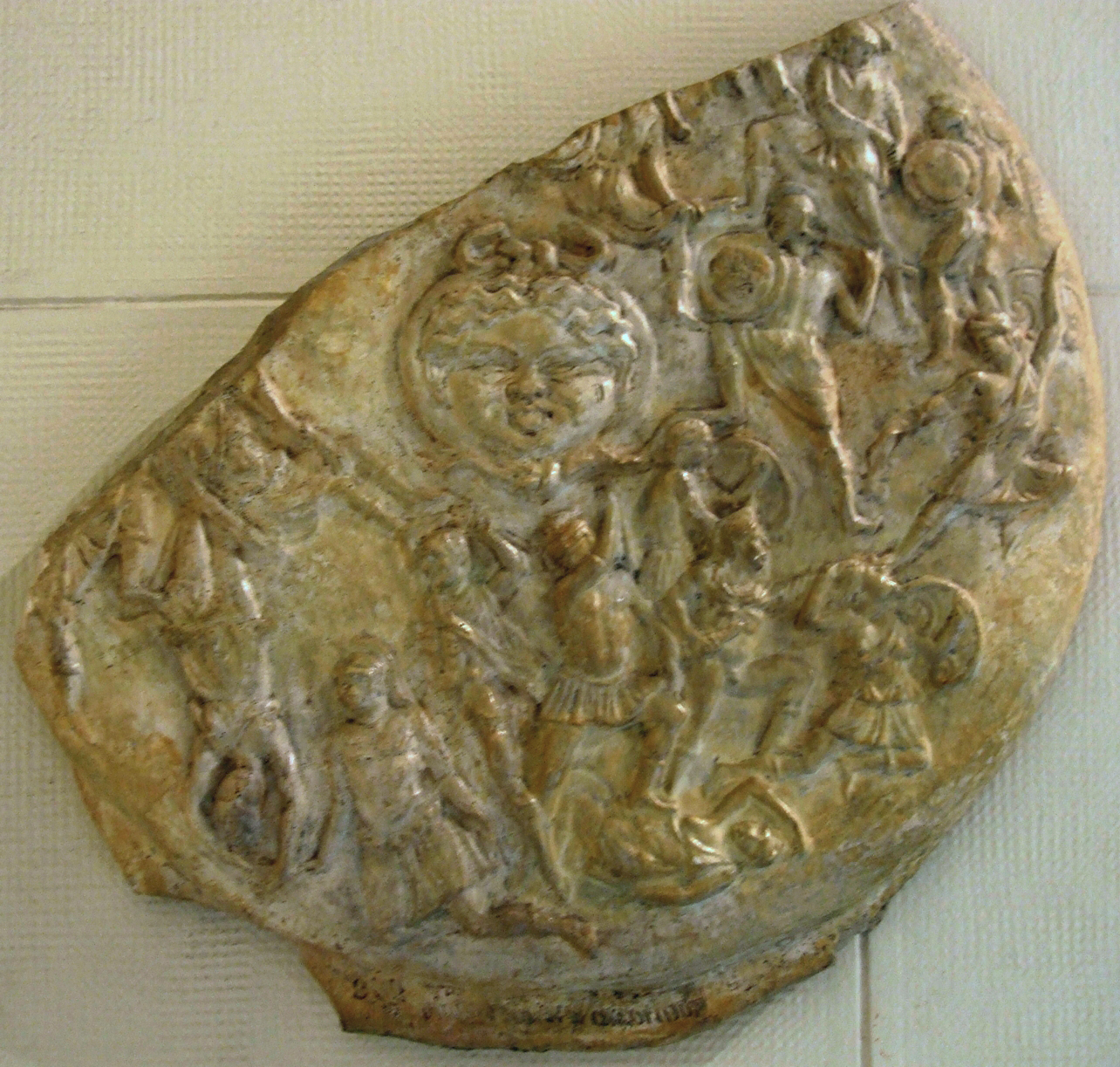
Cópia reduzida do seu escudo. Museu Pushkin

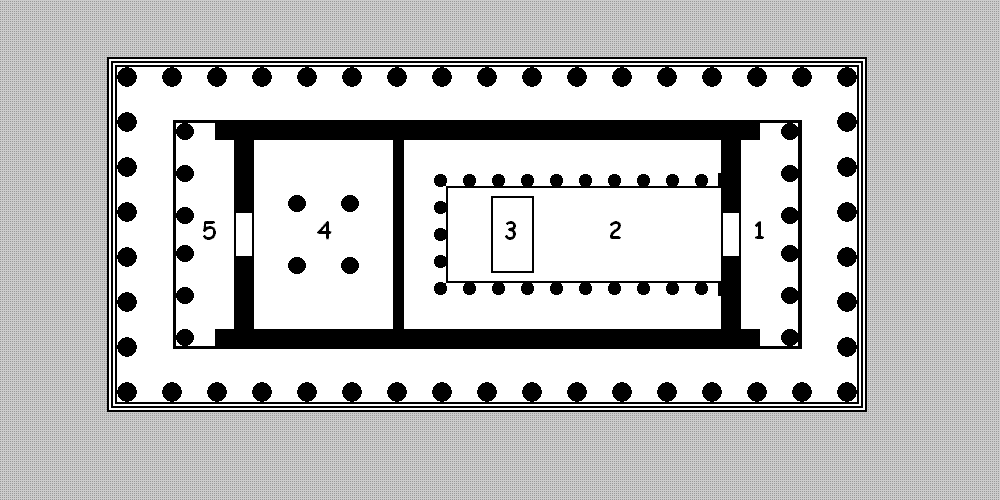
Planta do Partenon. O retângulo assinalado com o número 3 marca a localização da estátua

A Atena Partenos foi concebida como estátua principal do templo de Atena na Acrópole de Atenas, o Partenon, que aparentemente não era bem um templo, era mais o depósito do tesouro da cidade do que um lugar de culto, não possuindo traços de qualquer altar nem havendo registros históricos sobre a existência de sacerdotes ou ritualística própria. No mito compartilhado pela maioria dos gregos, Atena tinha entre seus principais atributos a arte da guerra, na qual era invencível e a mais engenhosa das estrategistas; a sabedoria, sendo infalível no bom conselho e na justiça; e as artes técnicas e as prendas domésticas, sendo símbolo do trabalho disciplinado, da educação, da família, da inventividade e da cultura. Era, em suma, uma deusa intelectualizada e civilizadora, e, mesmo na guerra, jamais perdia o controle, superando Ares, a outra deidade guerreira, pela astúcia e pela prudência.
Sendo deusa tutelar de Atenas por vontade própria, disputando sua proteção com outro grande deus, Posídon, vencendo-o, como narram as lendas, e tendo aqueles atributos, ela era para os atenienses a sobrenatural garantia do Estado, a demonstração do favor divino, e a legitimação mítica das pretensões atenienses de supremacia cultural, militar, social, étnica e econômica sobre as outras cidades gregas. Assim, a estátua deve ter funcionado acima de tudo como uma alegoria cívica, política e moral, como uma corporificação do Estado e da civilização ateniense, e não como uma imagem de culto, uma vez que, segundo a maioria dos estudiosos, o culto especificamente religioso de Atena estava concentrado no mais antigo e místico dos santuários da Acrópole, o Erecteion, onde estaria entronizada a diminuta mas sacrossanta estátua da Atena Polias (Atena "da cidade"), também chamada de Paládio, que os gregos acreditavam ter caído do Olimpo e ser dotada de poderes protetores miraculosos.
Também consta que a Atena, conforme transmitiram Plutarco e Tucídides, foi uma espécie de depósito de riqueza reutilizável, pois seu ouro, aplicado em placas móveis, podia ser removido em casos de necessidade pública. Parece que ela sequer tinha um nome definido até o século III a.C., pois nenhum dos documentos oficiais do tempo de Fídias a chama pelo nome pelo qual se tornou conhecida, e algumas contraditórias fontes posteriores fazem óbvia confusão entre a Partenos, a Polias e uma outra estátua colossal de Atena, criada pelo mesmo Fídias anos antes para a mesma Acrópole, a Atena Promacos, que estava instalada a céu aberto e era feita de bronze. O apelido, que significa "virgem", porém, atestado em fontes anteriores a Fídias, supostamente era de uso corriqueiro na devoção popular. A virgindade era, de toda forma, outro dos atributos proeminentes da deusa.
Mesmo que os pesquisadores tendam a ver a Atena Partenos como uma imagem secular, é bem provável que ela participasse do culto religioso em alguma medida. Naquele tempo, as funções de Estado e de Religião eram misturadas em grau considerável e uma tabuleta raramente citada na bibliografia sugere que o antigo ritual da Atena Polias foi acomodado para incluir a participação da nova estátua. Registros tardios sobre o seu impacto no público como uma verdadeira epifania da deusa e a vasta quantidade de ex-votos em que o modelo foi reproduzido, muitos deles encontrados na Acrópole, também atestam uma ampla assimilação popular da estátua à esfera religiosa.

## História

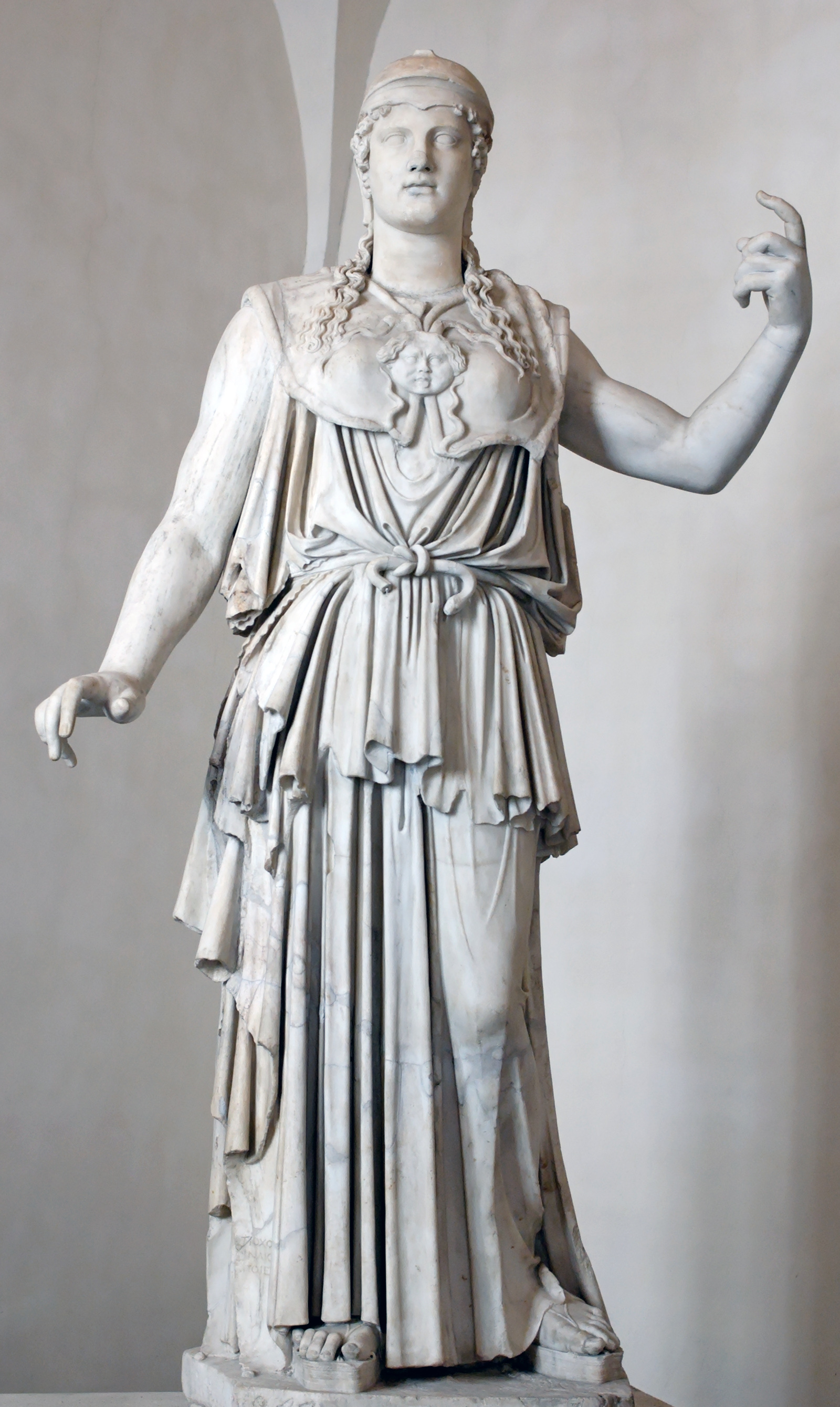
A Atena Partenos Altemps, cópia do Museu Nacional Romano. Os braços são restauros modernos

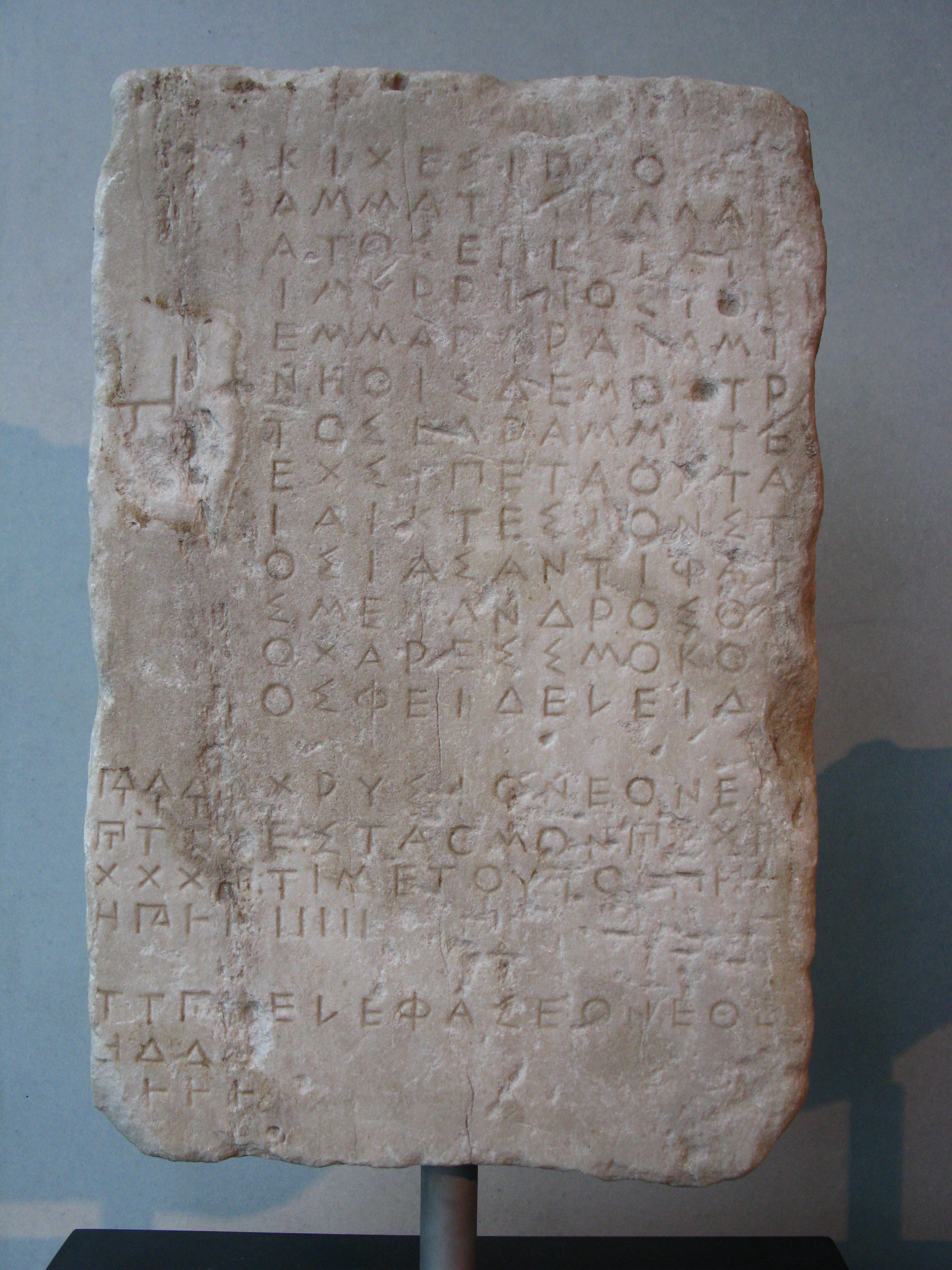
Inscrição original narrando as atividades dos supervisores da construção da estátua. Museu da Acrópole de Atenas

Na época em que a estátua foi criada, entre 447 e 438 a.C., Atenas era governada por Péricles e estava recuperando os estragos deixados pela invasão persa durante as Guerras Médicas. Diz a tradição, repetida amiúde na bibliografia moderna, que a direção de todo o programa de renovação estava a cargo de Fídias. De certeza, havendo prova documental, se sabe apenas que seu contrato era para criar a estátua de Atena, e, até onde se descobriu, dentro do sistema administrativo em vigor não havia espaço para um "supervisor de tudo", como ele foi apresentado por Plutarco. Mas não é difícil supor que, sendo um artista já respeitado e, pensa-se, membro do círculo íntimo de Péricles, tenha opinado informalmente em muitos outros assuntos artísticos. Também se considera como certo que mais ou menos na mesma época Fídias supervisionou a decoração escultural do Partenon, mas é improvável que ele tenha esculpido pessoalmente qualquer uma de suas peças. Além disso, há indícios de que ele interferiu na estrutura do edifício para melhor acomodar a estátua de Atena.
O centro principal das atenções era a Acrópole, o núcleo vital da pólis, onde estava depositado seu tesouro e onde eram cultuados os principais deuses atenienses, entre os quais reinava Atena, soberana. Era, pois, um lugar carregado de significados. Os atenienses haviam jurado não reerguer a cidade antes de derrotarem os odiados "bárbaros" e, na Batalha de Plateias (479 a.C.), que pôs fim às Guerras Médicas, conseguiram afugentar um inimigo bem mais forte. Por isso a reconstrução da cidade, iniciada em torno de 450 a.C., logo após Atenas ter assumido o controle do tesouro da Liga de Delos, se revestiu de um caráter de campanha política ufanista, orquestrada de modo a reafirmar visivelmente o poderio ateniense e a superioridade de sua cultura sobre a persa através de uma série de obras públicas monumentais, ricamente decoradas com representações de estilo inovador que assinalam a fundação do período clássico, uma das referências mais centrais na história da arte do ocidente.
Plutarco relatou como todos estavam entusiasmados com as obras e como elas mobilizavam o esforço da comunidade em peso, como causavam admiração pela sua beleza e imponência, como espantavam pelas novidades estéticas que introduziram, e como eram entendidas como verdadeira apoteose do povo ateniense: "Havia um aspecto de novidade em cada trabalho e eles pareciam atemporais. É como se uma vida em contínua floração e um espírito de eterna juventude tivessem sido infusos em sua criação". De fato, este período se tornou conhecido como o "Século de Ouro" de sua história, quando Atenas se tornou uma potência mediterrânea, deixando um legado que é um dos fundamentos da civilização ocidental.
Segundo a tradição, a criação da estátua foi fruto de um concurso, do qual participaram Fídias e Alcâmenes. A proposta de Fídias teria previsto as distorções que a imagem sofreria na sua visualização devido às grandes dimensões — sendo vista essencialmente a partir de baixo — e as teria compensado, sendo mais engenhosa no uso das leis ópticas do escorço, e por isso acabou vencendo. Sobrevivem inscrições atestando que foi formada uma comissão para supervisionar o trabalho e angariar fundos, com um custo estimado em duas vezes o orçamento militar anual de Atenas. Uma obra do porte e complexidade da Atena com certeza exigiria a colaboração de diversos outros profissionais; entre eles podem ter estado os importantes escultores Cálamis, Míron e Crésilas.

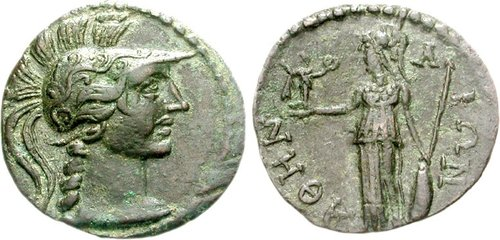
A Atena Partenos em dracma ateniense do século III

Monumental, resplandecente, e descrita como uma composição de inimitável majestade, a imagem causou sensação entre os contemporâneos de Fídias, mas também parece ter-lhe acarretado críticas. De acordo com Plutarco, alguns o acusaram de ter, sacrilegamente, retratado a si mesmo e a Péricles nos relevos do escudo da deusa, e outros disseram que ele havia subtraído para si parte do ouro que lhe fora confiado para revesti-la; mas a história de Fídias é obscura e cheia de relatos contraditórios e pouco se pode afirmar com segurança. Algumas versões alegam que as acusações foram confirmadas e lhe valeram a prisão, o exílio ou a morte, mas essas narrativas são frágeis e podem ter sido divulgadas por desafetos de Péricles, de quem o escultor aparentemente se tornara protegido.
Por qualquer que tenha sido o motivo, parece certo, com base em evidências arqueológicas, que ele saiu da cidade logo após concluir sua obra, dirigindo-se a Olímpia, onde deixou outra criação gigantesca no templo de Zeus, na mesma técnica, mas a própria contratação do artista para realizar outra tarefa de grande porte e responsabilidade sugere que as acusações ou pertencem à lenda ou foram consideradas infundadas mesmo na época. Para a crítica moderna, elas estão bastante desacreditadas. Ao longo dos anos, a Atena produziu fertilíssima descendência em cópias e derivações em menor tamanho, foi gravada em relevos, camafeus, selos, joias e moedas, copiada em pinturas e mosaicos, e foi modelo para numerosos ex-votos. As cidades de Priene, Nócio e Pérgamo a copiaram em grandes dimensões.

### Destino

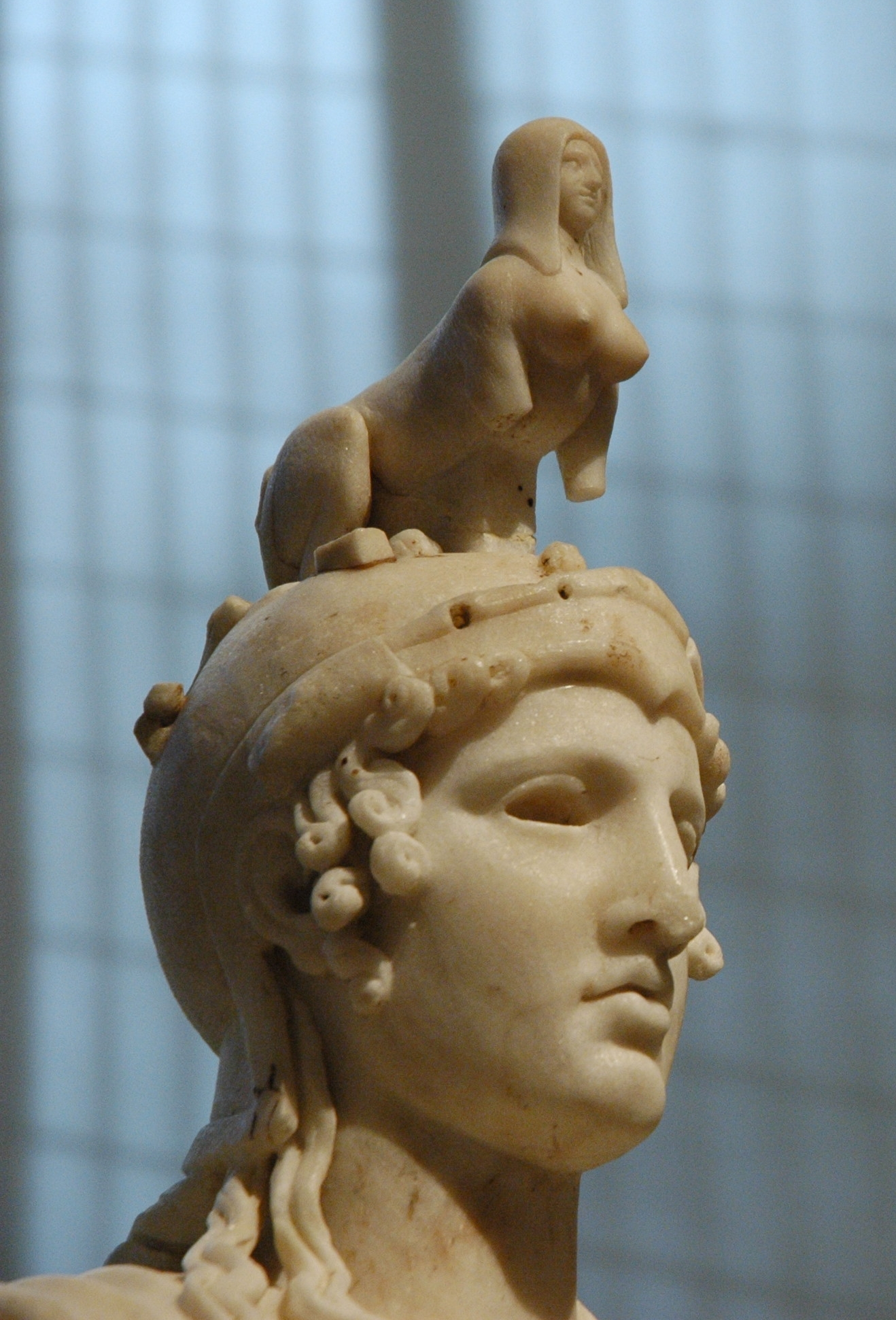
Detalhe da Atena do Prado, outra das cópias reduzidas da Partenos. Museu do Prado

Pausânias viu a estátua no século II da era cristã, deixando sua notória descrição e atestando seu bom estado, mas, nos séculos seguintes, a trajetória da Atena Partenos torna-se cada vez mais obscura; em algum momento, ela desapareceu, e até agora a explicação é toda conjetural. Atualmente os pesquisadores se dividem perseguindo várias pistas contraditórias. Pode ter sido: destruída por ordem de algum imperador cristão ou por grupos de cristãos espontaneamente; ou quando o Partenon foi convertido em igreja; ou nas predatórias invasões bárbaras de Atenas; ou levada a Constantinopla e ali arruinada em algum dos muitos tumultos populares e assédios que afligiram a cidade na Idade Média; ou perdida em um incêndio. Teodósio II (r. 408–450) emitiu um decreto no ano de 435 proibindo todos os ritos pagãos e ordenando a seus magistrados que procedessem à destruição de todos os antigos templos e santuários do seu império. Várias fontes indicam que a ordem não foi aplicada na íntegra em várias partes do império, incluindo a Ática, que tardou a se cristianizar, e por isso o Partenon sobreviveu, mas é possível que a ordem tenha significado a destruição ou remoção do seu conteúdo. Um relato deixado por Marino de Neápolis na sua biografia de Proclo informa que, pouco antes do filósofo morrer, no ano de 485, uma jovem vestida como a Atena Partenos lhe aparecera em sonho pedindo que a recebesse em sua casa porque fora expulsa do seu tabernáculo ateniense, "removida por aqueles que mudam coisas que não deviam ser mudadas".
Se ainda permaneceu algum tempo no Partenon, abandonada, depois de ele ter sido fechado, como indica a data do sonho, quase 50 anos posterior ao decreto imperial, por certo seria impossível sua permanência depois que o edifício foi convertido em igreja cristã e dedicado à Virgem Maria, mas também não se sabe com precisão em que data isso aconteceu. Provavelmente em algum ponto antes do fim do século VI, mas evidências conclusivas só datam do ano 693, interpretado como a data limite de sua possível presença em sua antiga morada. É possível que seja o Partenon o templo mencionado em um relato impreciso incluído no manuscrito apelidado Teosofia de Tubinga (c. 474-508), onde se diz que os cidadãos atenienses haviam transformado um certo templo de Atena em casa da Mãe de Deus durante ou logo após o reinado do imperador bizantino Leão I, o Trácio (r. 457–474), o que reforça o relato de Proclo.
Outras fontes, entretanto, que não citam a Atena mas narram as desventuras pelas quais passou o Partenon em sua história, permitem supor, alternativamente, que a estátua, se não havia sido removida antes, foi destruída em um incêndio. Há fortes evidências de que pelo menos um fogo de grandes proporções devastou o edifício na Antiguidade, mas não se sabe quando. Várias datas já foram postuladas para este sinistro e nenhuma tem comprovação conclusiva. Relatórios oficiais que cobrem até o ano de 316 a.C. afirmam que ela teria permanecido intacta, então pode ter sido em 165 a.C., quando a tradição diz que a estátua sofreu danos e foi restaurada; mas é possível que tenha havido outro incêndio durante a invasão dos hérulos em 267 d.C., quando a maior parte dos templos locais sofreu pesados danos, ou em 300, quando o teto teria sido afetado, desabando e provavelmente destruindo ou danificando gravemente tudo o que houvesse dentro, ou em 377, ou durante a invasão dos visigodos em 396. De qualquer forma, os materiais de que a estátua era feita dificilmente resistiriam a qualquer fogo.
Outra fonte indireta, Eusébio de Cesareia, em sua Vida de Constantino, fala que logo após o ano 300 o imperador, convertido à fé cristã, mandou despojar todos os templos pagãos de suas preciosidades, oferendas, doações e obras de arte e levá-las para enriquecer o tesouro de Bizâncio, transformada em sua nova capital e renomeada como "Nova Roma" — a futura Constantinopla —, doravante o centro do Império Bizantino. Um registro do século X afirma que nesta altura ela estava na cidade. Esta localização não é garantida, mas tem sido bem aceita, pois há fortes outras evidências de que, ao longo de séculos, a elite de Constantinopla recolheu muitas importantes estátuas pagãs e as instalou em seus palácios e logradouros públicos para assinalar, com sua "captura", a vitória da nova fé e, ao mesmo tempo, assegurar uma ligação simbólica de continuidade com o glorioso passado imperial romano, do qual o Império Bizantino se considerava o legítimo herdeiro.

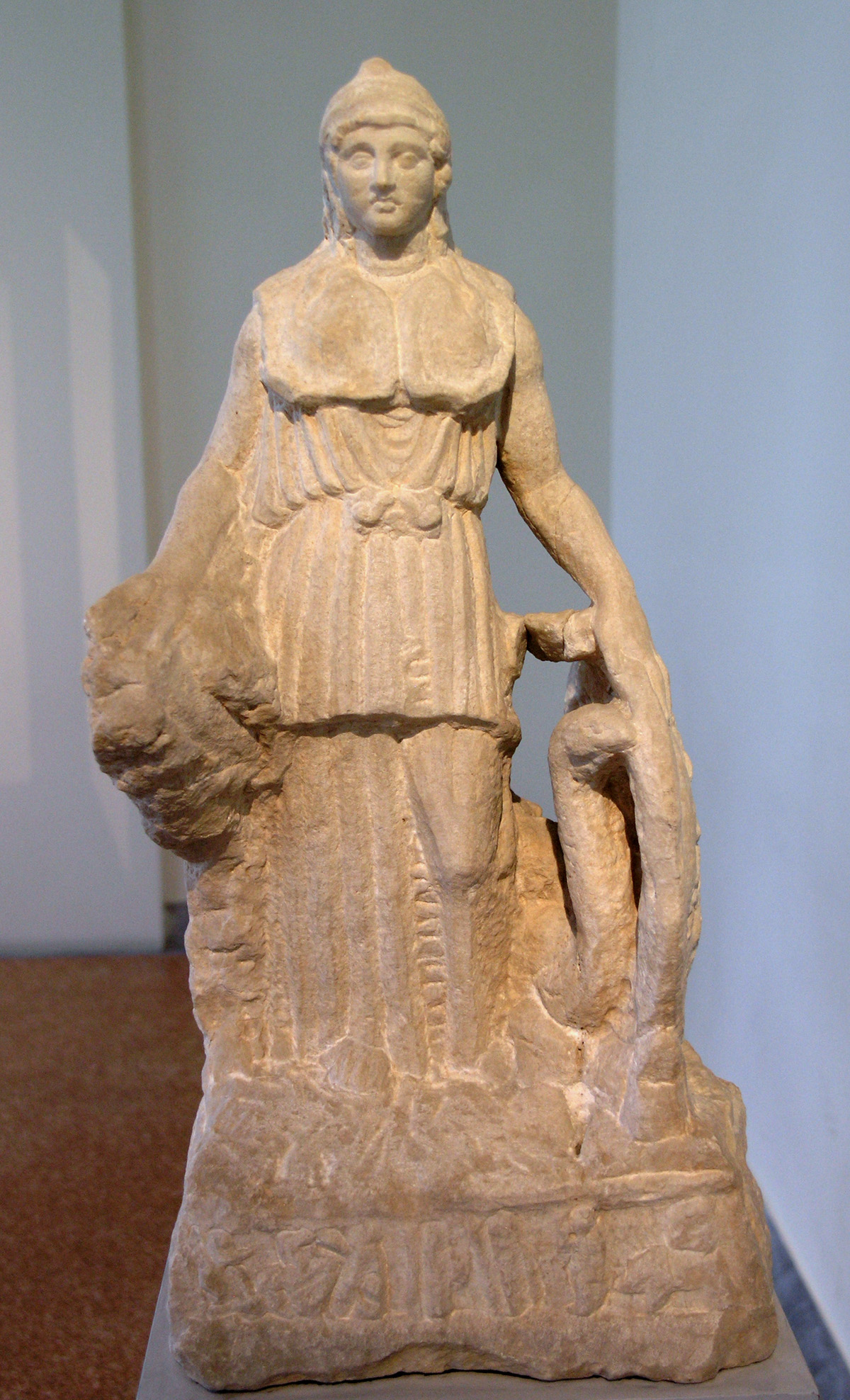
A Atena Lenormant, cópia reduzida e inacabada da Partenos. Museu Arqueológico Nacional de Atenas

É possível que ao longo dos séculos de sua existência a Atena tenha passado mais de uma vez por obras de conservação. Uma das versões da vida de Fídias conta que a camada de ouro da Atena foi removida uma vez em 433 a.C. para o metal ser pesado e verificar se o artista havia roubado; alguém subtraiu o gorgonião de ouro do escudo durante a Guerra do Peloponeso, mas ele foi substituído antes de 398 a.C.; o ouro foi removido outra vez em 296 a.C. para pagar as tropas do usurpador Lácares, "deixando Atena nua", como se queixaram vários cronistas, e seu revestimento foi provavelmente substituído por placas de bronze dourado, de custo muito inferior. Não há notícia de que o ouro tenha sido recolocado, e imediatamente após esta data aparece uma grande cunhagem de moedas de ouro atenienses, de um tipo usado somente em graves crises, cujo metal se presume ser aquele retirado da estátua. Nem é possível saber se essas substituições de partes e a conservação posterior mantiveram-se fiéis à concepção original; depois de algumas gerações seu aspecto podia ser bem diferente da criação de Fídias. O próprio edifício do Partenon sofreu modificações na Antiguidade, e não se sabe a que ponto elas interferiram na conservação da estátua.
Especula-se que, se desaparecida em um dos incêndios, uma cópia menor pode ter sido entronizada em seu lugar; neste caso, poderia ter sido esta, e não a original, a estátua que gerou a maior parte das cópias, a que foi descrita por Pausânias e os romanos, e a que supostamente foi levada a Constantinopla e ali assinalada no século X. Jeffrey Hurwit sugere que pode ter havido até três estátuas sucessivas. Seja como for, depois deste registro, derradeiro e não comprovado, seus rastros se perdem.
Em suma, seu destino final permanece ignorado. Da estátua criada pelo grego só sobrevivem traços dos alicerces de seu pedestal no piso do Partenon, um buraco quadrangular no piso onde estava cravado o mastro que lhe servia de espinha dorsal, e seis fragmentos de blocos do pedestal que foram identificados por William Dinsmoor fora dali e recentemente recolocados em sua posição primitiva. Entre as cerca de 200 cópias ou derivações antigas que chegaram aos dias de hoje destaca-se a chamada Atena Varvakeion, mármore com cerca de 1 metro de altura, que integra o acervo do Museu Arqueológico Nacional de Atenas, considerada a melhor, embora mesmo esta seja bastante rudimentar. Outra cópia considerada importante é a pequena Atena Lenormant, mármore do mesmo museu, que não foi acabada mas é preciosa por preservar um esboço do friso do pedestal, geralmente omitido nas outras. Foi identificado o local do atelier de Fídias, onde se encontraram vestígios de moldes, marfim e ferramentas provavelmente usados na construção da estátua.

## Legado

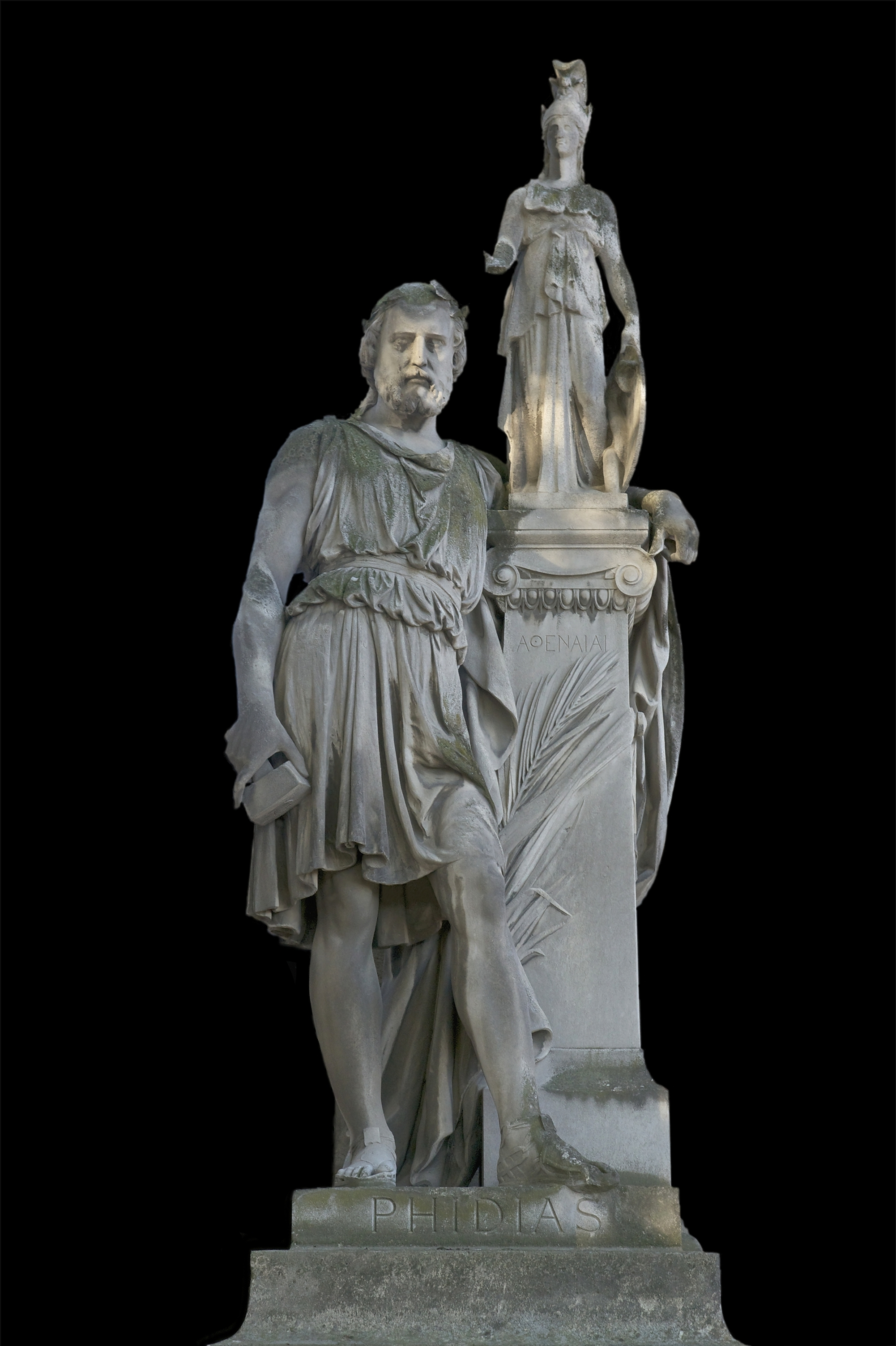
Escultura de Aimé Millet representando Fídias com um modelo da Atena Partenos, 1887. Jardim de Luxemburgo

A Atena, junto com o Zeus de Olímpia, uma das sete maravilhas da Antiguidade, significou a consagração definitiva de Fídias como o mais importante escultor do mundo helênico, dando-lhe uma fama que atravessou os séculos e continua em alta até os dias de hoje. Plínio, o Velho e Quintiliano disseram que ela se tornara tão amada porque soubera expressar a amplitudo e o pondus dos deuses, adjetivos que na época abraçavam os conceitos de magnificência, autoridade, majestade, elevação, grandeza e dignidade sublime. Quintiliano ainda acrescentou que por tal qualidade nunca vista antes as estátuas de Fídias tinham acrescentado uma nota nova à religião recebida. Cícero, que como muitos romanos tinha Fídias como o escultor supremo, viu a estátua e a considerou insuperável. Em seu Orator disse que as estátuas do mestre não eram modeladas à semelhança de belas pessoas reais, mas ele teria de alguma forma subido aos céus e visto as verdadeiras formas divinas.
Embora as cópias fossem abundantes desde sua origem, sua popularidade curiosamente não é atestada em documentos escritos antes de pelo menos cem anos de sua criação, quando surge um cluster de evidências. Na sequência o interesse parece se dissolver e os testemunhos se tornam raros, mas no século II a.C. ele experimentou um revivalismo explosivo, especialmente na Ásia Menor, como se deduz da multiplicação das cópias e em particular de moedas de larga circulação gravadas com sua imagem, e como indica a proliferação súbita de fontes literárias. As razões dessa irregularidade são desconhecidas. Kenneth Lapatin, professor na Universidade de Boston e curador do Museu Getty, acredita que, entrando em declínio o poderio militar ateniense, sua imagem, tão identificada com o Estado, pode ter começado a ser maciçamente reinvocada como uma lembrança nostálgica da glória passada. Sobrevivem mais de oito mil moedas de 110 tipos diferentes em que um registro da obra de Fídias aparece, originárias de dezenas de cidades na orla do Mediterrâneo, e essa abundância também provavelmente reflete uma forma de tributo à importância cultural de Atenas no mundo grego, sendo um modelo em muitos sentidos para outras cidades, associada a conceitos de humanismo e prosperidade. São conhecidos vários registros em que essa admiração fica expressa, e vários reis helenísticos mostraram empenho em fortalecer seus laços com aquela metrópole cultural, emitindo moedas com a efígie da Partenos e erguendo monumentos e estátuas importantes em que a obra-prima era reinvocada. No mesmo período suas associações com a religião parecem ter-se intensificado, tornando-se comuns ex-votos e estatuetas para devoção privada com sua forma, enquanto que entre os romanos, grandes apreciadores da arte grega, ela se tornava, entre outros usos, também um popular motivo puramente decorativo, com cópias reduzidas instaladas em jardins, mansões e termas públicas. O friso do pedestal e o gorgonião do escudo também deram origem a muitas cópias independentes em várias técnicas. Na apreciação de Lapatin,

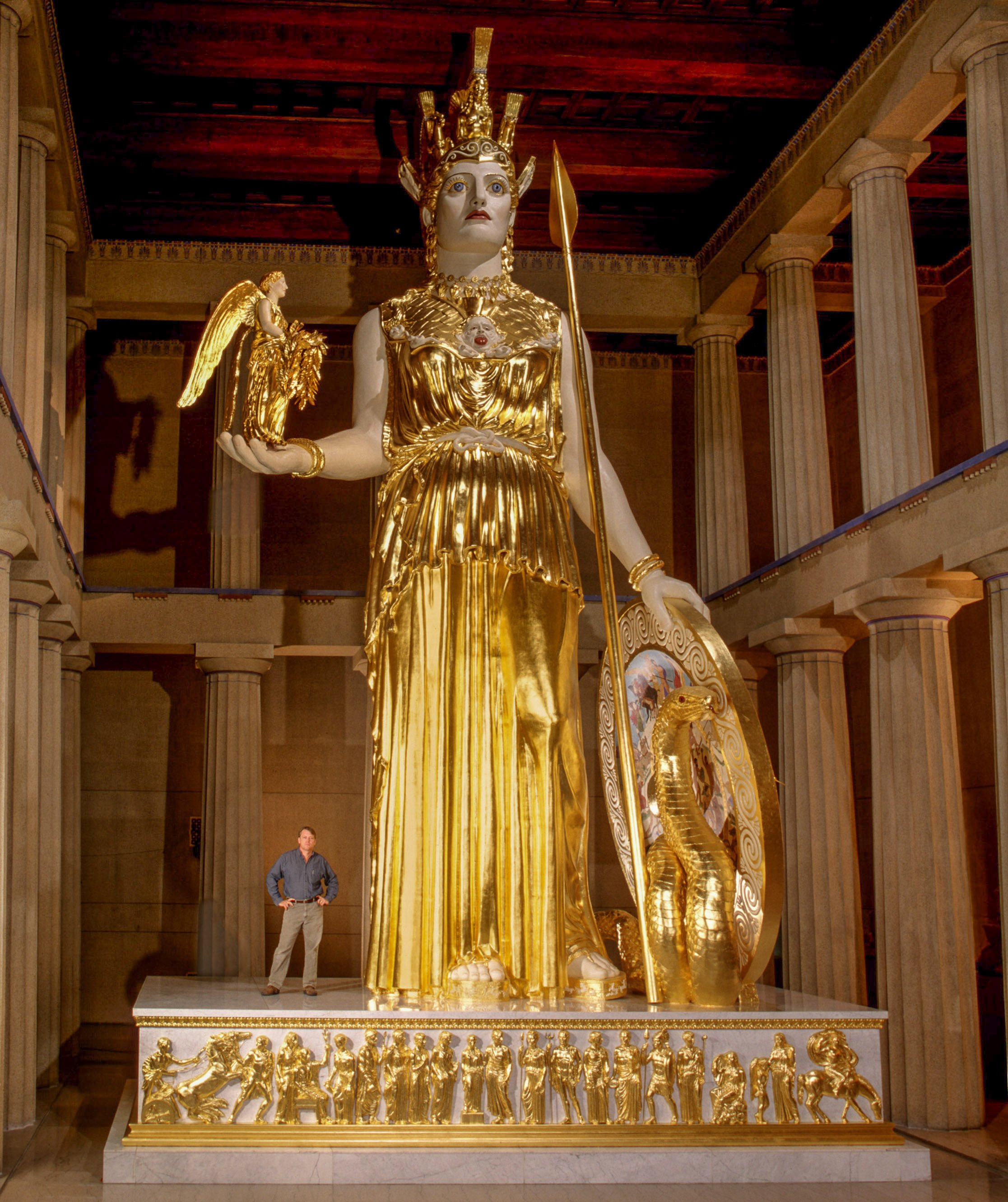
A Atena de Nashville, reconstrução moderna de Alan LeQuire da antiga estátua, no Partenon de Nashville

"A mescla de patriotismo, política, religião e economia nas representações da Partenos não surpreende, pois tudo isso estava presente no original de Fídias, uma estátua que veio à existência como uma complexa panóplia de mito, religião, poder, riqueza e imperialismo. Mas também a Partenos carregava noções sobre identidade, tanto cultural como pessoal. As ideias de uma cultura superior, de inteligência e de decoro estavam claramente presentes nas imagens da Partenos colocadas em bibliotecas públicas e villas privadas. Intimamente associada não só com Atenas, a capital cultural por excelência da Antiguidade, mas com seu Século de Ouro sob Péricles, esta imagem da deusa da sabedoria também falava de civilização e aprendizado".
Depois de um eclipse na Idade Média, a partir do Renascimento o interesse por ela ressurgiu, e sua antiga fama levou muitos arqueólogos e artistas a procurarem desde então reconstruir seu aspecto original, multiplicando sua iconografia e revitalizando seu simbolismo, que passavam outra vez a ratificar valores humanísticos, culturais e políticos inspirados na Antiguidade, aparecendo frequentemente associada a instituições culturais, a figuras régias e políticos eminentes, derramando-se inclusive para a cultura popular. Uma reconstrução contemporânea da Atena Partenos em seu tamanho original (mas em materiais diferentes), baseada nos testemunhos disponíveis e aprovada como plausível por especialistas em arte grega, foi feita em Nashville, nos Estados Unidos, pelo escultor Alan LeQuire. Inaugurada em 1990, está instalada na réplica local do Partenon.
Seu prestígio na Antiguidade, sua importância na introdução e consolidação do cânone clássico, um dos padrões mais reiterados na história da escultura, o impacto seminal que exerceu na iconografia da deusa Atena, sendo um modelo favorito por muitos séculos, gerando quantidade de cópias e derivações, e a vasta influência da memória mitificada de Fídias sobre a cultura ocidental ao longo de milênios quase ininterruptamente, fazem com que a Atena Partenos continue a interessar os pesquisadores e ser tema de numerosos estudos.